# Dominik Hašek

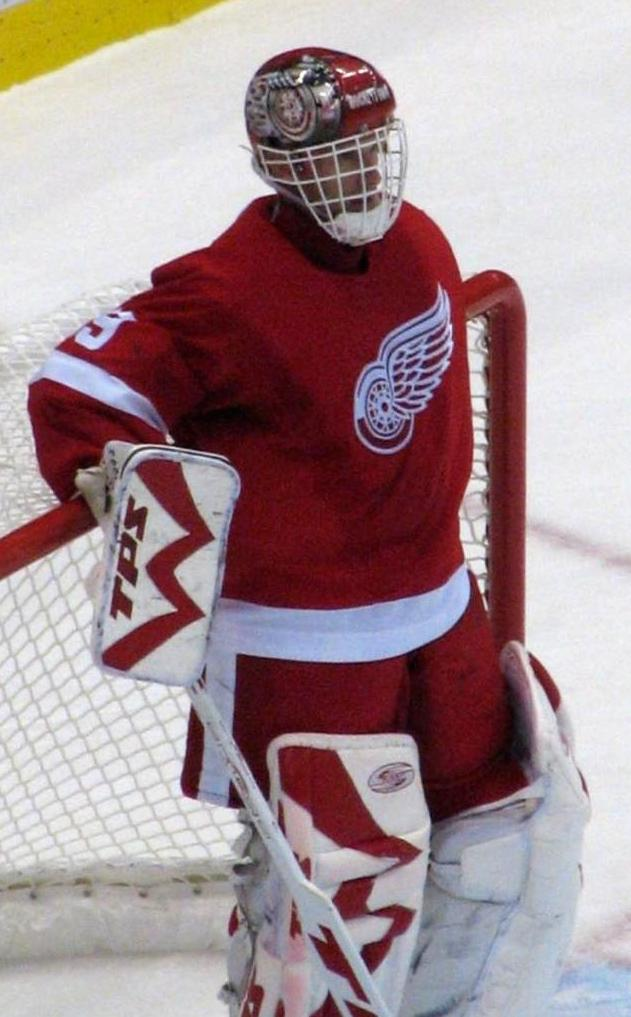
Hašek en la portería de los Red Wings.

Dominik Hašek (Pardubice, 29 de enero de 1965) es un exjugador profesional de hockey sobre hielo checo que desempeñó su carrera profesional como portero en Buffalo Sabres y Detroit Red Wings, entre otros equipos.
Hašek permaneció en activo desde 1981 hasta 2008, y durante toda su trayectoria ha conseguido dos Stanley Cup, seis Vezina Trophy y dos Hart Memorial Trophy, entre otras distinciones. Además, fue medalla de oro con la República Checa en los Juegos Olímpicos de Nagano 1998.

## Biografía

### Inicios como jugador en Checoslovaquia
Dominik Hašek comenzó a jugar a hockey sobre hielo en Checoslovaquia, y desde sus primeros partidos en las categorías infantiles comenzó a jugar de portero. En 1981, a los dieciséis años de edad, Hašek fue contratado por el equipo de su ciudad natal, el HC Pardubice, que jugaba en la Extraliga checoslovaca. Con ese equipo Dominik ganó dos títulos de liga en 1987 y 1989, y se desarrolló como jugador profesional. Al año siguiente el ejército checo le llamó para jugar en el Dukla Jihlava y debuta en la selección de Checoslovaquia. Durante ese periodo en su país, Hašek fue nombrado mejor jugador de la Extraliga en 1987, 1989 y 1990 y mejor portero del campeonato desde 1986 hasta 1990.

### Chicago Blackhawks (1990 a 1992)
Hašek fue seleccionado en el draft de 1983 por los Chicago Blackhawks, aunque por entonces los jugadores de países pertenecientes a la órbita comunista no podían salir hacia equipos de los Estados Unidos. Varios años después, en la temporada 1987-88, los Blackhawks ofrecieron a Hašek un contrato, pero este lo rechazó porque no se sentía todavía preparado para jugar en Norteamérica.
Con la caída del régimen comunista en Checoslovaquia, las fronteras quedaron abiertas y Hašek decidió emigrar a los Estados Unidos para jugar en la NHL. Sin embargo, el comienzo su carrera no se desarrolló por completo en Chicago, sino en los Indianapolis Ice de la International Hockey League, una liga menor donde se aclimataría al estilo de juego norteamericano. En el tiempo que estuvo en Chicago Hašek fue el portero suplente de Ed Belfour, disputando solo cinco partidos en su temporada de debut (1990-91) y veinte en la campaña 1991-92. Su debut se produjo el 6 de noviembre de 1990, en un partido ante Hartford Whalers que terminó con un empate 1-1, y con los Blackhawks disputó su primera final de la Stanley Cup, perdida a cuatro partidos ante los Pittsburgh Penguins.

### Buffalo Sabres (1992 a 2001)
Después de perder la final de la Copa Stanley, Hašek fue traspasado a los Buffalo Sabres por el portero Stephane Beauregard y una elección de draft. En Buffalo, con el dorsal 39, comenzó siendo de nuevo portero suplente, en este caso de Tom Draper y Grant Fuhr.
Tras una lesión de Fuhr que le apartó durante gran parte de la temporada 1992-93, Hašek tuvo su oportunidad y consiguió consolidar su titularidad en la portería. Sus actuaciones le valieron en 1994 su primer Trofeo Vezina, otorgado al mejor portero de la temporada, fue finalista del Trofeo Hart y compartió el William M. Jennings Trophy con Fuhr. Hašek consiguió revalidar ese trofeo en 1995.
Sus éxitos deportivos continuarían en las siguientes temporadas, pero la campaña 1996-97 se vio ensombrecida por sus malas relaciones con el entonces entrenador de los Sabres, Ted Nolan. La tensión alcanzó al vestuario, y terminó por estallar cuando fue sustituido en un partido de playoffs ante Ottawa Senators por el portero suplente. Aunque el equipo afirmó que el jugador sufría una lesión en la rodilla y necesitaba reposo, varios periodistas deportivos cuestionaron la versión oficial y uno de ellos, Jim Kelley, criticó al jugador. Días después, Hašek agredió a Kelley cuando éste iba a hacerle una entrevista, y fue sancionado por la NHL con una suspensión de tres partidos y 10 000 dólares de multa. Al término de esa temporada, Hašek afirmó públicamente que preferiría que Nolan no siguiese al cargo, logrando su destitución meses después.
La destitución de Nolan no sentó bien a los seguidores de los Sabres, que increparon al jugador checo. Sin embargo, Hašek continuó con un buen juego y volvió a ganarse a la afición al conseguir el Trofeo Vezina de nuevo, el Lester B. Pearson y su primer Trofeo Hart en 1997, revalidando los tres galardones un año más tarde. Sus actuaciones le hicieron renovar con el equipo, pasando a cobrar un contrato valorado en 26 millones de dólares, el más caro por entonces para un portero de hockey. En 1998 consiguió la medalla de oro en los Olímpicos de Nagano con la República Checa. En 1999 Hašek superó su récord de menor número de goles encajados (1.87) y su porcentaje de paradas, obteniendo su quinto Trofeo Vezina, y fue uno de los que lideró a su equipo hasta la final de la Copa Stanley, la cual no pudo lograr.
Al término de la temporada 1998-99, y en temporadas posteriores, Hašek planteó su retirada debido a las lesiones y a su deseo de verse más involucrado en su vida familiar, aunque desechó la idea poco después. Su última temporada con Buffalo supuso su sexto Trofeo Vezina y su segundo Trofeo William M. Jennings.

### Detroit Red Wings y Ottawa Senators (2001 a 2008)
Antes de comenzar la temporada 2001-02, Hašek fue traspasado a los Detroit Red Wings debido al alto salario que suponía para los Sabres, y pasó a un equipo más competitivo. Durante sus primeros años Hašek contribuyó en la victoria del President's Trophy por parte de Detroit, y consiguió su primera Stanley Cup ante los Carolina Hurricanes.
Poco después, Hašek anunció oficialmente su decisión de retirarse del hockey profesional para dedicarse a su familia y otras aficiones. Sin embargo, tras la derrota de Detroit en primera ronda playoffs ante los Mighty Ducks of Anaheim, solicitó regresar al equipo. Esto creó una situación difícil para el club, que ya contaba en su plantilla con Curtis Joseph y Manny Legacé. En su temporada de regreso, Hašek se lesionó y rechazó cobrar su salario durante su recuperación, para después anunciar que no volvería a jugar en esa temporada.
En 2004 su contrato con los Red Wings expiró, y Hašek anunció sus intenciones de fichar por un equipo aspirante a la Stanley Cup, señalando a los Ottawa Senators como posible destino. Meses después firmó un contrato de un año con el equipo canadiense para jugar en la temporada 2004-05, pero que se vio retrasado debido a la huelga de jugadores que paralizó ese año la competición. Hašek jugó con Ottawa en la 2005-06, y rindió a un buen nivel hasta que se volvió a lesionar durante los Juegos Olímpicos de Invierno con su selección, por lo que se perdió toda la temporada regular y playoffs con los Senators.
Hašek no fue renovado y para la campaña 2006-07, con 41 años de edad, fichó como agente libre de nuevo por los Detroit Red Wings, firmando un contrato de un año por 750.000 dólares y reduciendo su ritmo de partidos para evitar lesiones. Aunque superó varios records personales de imbatibilidad, su equipo perdió en las Finales de Conferencia. El jugador renovó un año más por 2 millones de dólares, y a comienzos de campaña fue sustituido por Chris Osgood. Hašek fue el portero titular durante los playoff, pero fue alternándose el puesto con Osgood, quien terminó relevándole al banquillo. Sin embargo, sus actuaciones fueron determinantes para que su equipo consiguiese la Stanley Cup ante Pittsburgh Penguins.
Con su segunda Copa Stanley, Hašek anunció el 9 de junio de 2008 su retirada definitiva del hockey profesional, alegando la falta de motivación para seguir jugando un año más. Hašek fue premiado junto con Osgood con el William Jennings Trophy, y fue nominado a entrar en el Salón de la Fama del hockey sobre hielo norteamericano.

## Estadísticas

### Temporada regular
J = Partidos Jugados; V = Victorias; D = Derrotas; E = Empates; Min = Minutos; Gol = Goles encajados; Parada = Paradas realizadas; Imb = Partidos imbatido; GAA = Porcentaje de goles en contra; SV% = Porcentaje de paradas
| 1981–82          | HC Pardubice       | CSEx             | 12                            | —                             | —                             | —                             | 661                           | 34                            | —                             | —                             | 3.09                          | —                             |                               |                               |                               |
| 1982–83          | HC Pardubice       | CSEx             | 42                            | —                             | —                             | —                             | 2,358                         | 105                           | —                             | —                             | 2.67                          | —                             |                               |                               |                               |
| 1983–84          | HC Pardubice       | CSEx             | 40                            | —                             | —                             | —                             | 2,304                         | 108                           | —                             | —                             | 2.81                          | —                             |                               |                               |                               |
| 1984–85          | HC Pardubice       | CSEx             | 42                            | —                             | —                             | —                             | 2,419                         | 131                           | —                             | —                             | 3.25                          | —                             |                               |                               |                               |
| 1985–86          | HC Pardubice       | CSEx             | 45                            | —                             | —                             | —                             | 2,689                         | 138                           | —                             | —                             | 3.08                          | —                             |                               |                               |                               |
| 1986–87          | HC Pardubice       | CSEx             | 43                            | —                             | —                             | —                             | 2,515                         | 103                           | —                             | —                             | 2.46                          | —                             |                               |                               |                               |
| 1987–88          | HC Pardubice       | CSEx             | 31                            | —                             | —                             | —                             | 1,862                         | 93                            | —                             | —                             | 3.00                          | —                             |                               |                               |                               |
| 1988–89          | HC Pardubice       | CSEx             | 42                            | —                             | —                             | —                             | 2,507                         | 114                           | —                             | —                             | 2.73                          | —                             |                               |                               |                               |
| 1989–90          | Dukla Jihlava      | CSEx             | 40                            | —                             | —                             | —                             | 2,251                         | 80                            | —                             | —                             | 2.13                          | —                             |                               |                               |                               |
| 1990–91          | Indianapolis Ice   | IHL              | 33                            | 20                            | 11                            | 1                             | 1,903                         | 80                            | —                             | 5                             | 2.46                          | —                             |                               |                               |                               |
| 1990–91          | Chicago Blackhawks | NHL              | 5                             | 3                             | 0                             | 1                             | 195                           | 8                             | 93                            | 0                             | 2.46                          | .914                          |                               |                               |                               |
| 1991–92          | Indianapolis Ice   | IHL              | 20                            | 7                             | 10                            | 3                             | 1,162                         | 69                            | —                             | 1                             | 3.56                          | —                             |                               |                               |                               |
| 1991–92          | Chicago Blackhawks | NHL              | 20                            | 10                            | 4                             | 1                             | 1,014                         | 44                            | 413                           | 1                             | 2.60                          | .893                          |                               |                               |                               |
| 1992–93          | Buffalo Sabres     | NHL              | 28                            | 11                            | 10                            | 4                             | 1,429                         | 75                            | 720                           | 0                             | 3.15                          | .896                          |                               |                               |                               |
| 1993–94          | Buffalo Sabres     | NHL              | 58                            | 30                            | 20                            | 6                             | 3,358                         | 109                           | 1,552                         | 7                             | 1.95                          | .930                          |                               |                               |                               |
| 1994–95          | Buffalo Sabres     | NHL              | 41                            | 19                            | 14                            | 7                             | 2416                          | 85                            | 1,221                         | 5                             | 2.11                          | .930                          |                               |                               |                               |
| 1995–96          | Buffalo Sabres     | NHL              | 59                            | 22                            | 30                            | 6                             | 3,417                         | 161                           | 2,011                         | 2                             | 2.83                          | .920                          |                               |                               |                               |
| 1996–97          | Buffalo Sabres     | NHL              | 67                            | 37                            | 20                            | 10                            | 4,037                         | 153                           | 2,177                         | 5                             | 2.27                          | .930                          |                               |                               |                               |
| 1997–98          | Buffalo Sabres     | NHL              | 72                            | 33                            | 23                            | 13                            | 4,220                         | 147                           | 2,149                         | 13                            | 2.09                          | .932                          |                               |                               |                               |
| 1998–99          | Buffalo Sabres     | NHL              | 64                            | 30                            | 18                            | 14                            | 3,817                         | 119                           | 1,877                         | 9                             | 1.87                          | .937                          |                               |                               |                               |
| 1999–2000        | Buffalo Sabres     | NHL              | 35                            | 15                            | 11                            | 6                             | 2,066                         | 76                            | 937                           | 3                             | 2.21                          | .919                          |                               |                               |                               |
| 2000–01          | Buffalo Sabres     | NHL              | 67                            | 37                            | 24                            | 4                             | 3,904                         | 137                           | 1,726                         | 11                            | 2.11                          | .921                          |                               |                               |                               |
| 2001–02          | Detroit Red Wings  | NHL              | 65                            | 41                            | 15                            | 8                             | 3,872                         | 140                           | 1,654                         | 5                             | 2.17                          | .915                          |                               |                               |                               |
| 2002–03          | No jugó            | —                | Retirado                      | Retirado                      | Retirado                      | Retirado                      | Retirado                      | Retirado                      | Retirado                      | Retirado                      | Retirado                      | Retirado                      | Retirado                      | Retirado                      | Retirado                      |
| 2003–04          | Detroit Red Wings  | NHL              | 14                            | 8                             | 3                             | 2                             | 816                           | 30                            | 324                           | 2                             | 2.20                          | .907                          |                               |                               |                               |
| 2004–05          | No jugó            | —                | Huelga de jugadores de la NHL | Huelga de jugadores de la NHL | Huelga de jugadores de la NHL | Huelga de jugadores de la NHL | Huelga de jugadores de la NHL | Huelga de jugadores de la NHL | Huelga de jugadores de la NHL | Huelga de jugadores de la NHL | Huelga de jugadores de la NHL | Huelga de jugadores de la NHL | Huelga de jugadores de la NHL | Huelga de jugadores de la NHL | Huelga de jugadores de la NHL |
| 2005–06          | Ottawa Senators    | NHL              | 43                            | 28                            | 10                            | 4                             | 2,583                         | 90                            | 1,202                         | 5                             | 2.09                          | .925                          |                               |                               |                               |
| 2006–07          | Detroit Red Wings  | NHL              | 56                            | 38                            | 11                            | 6                             | 3,341                         | 114                           | 1,309                         | 8                             | 2.05                          | .913                          |                               |                               |                               |
| 2007–08          | Detroit Red Wings  | NHL              | 41                            | 27                            | 10                            | 3                             | 2,350                         | 84                            | 855                           | 5                             | 2.14                          | .902                          |                               |                               |                               |
| Total en la CSEx | Total en la CSEx   | Total en la CSEx | 339                           | —                             | —                             | —                             | 19,690                        | 912                           | —                             | —                             | 2.78                          | —                             |                               |                               |                               |
| Total en la IHL  | Total en la IHL    | Total en la IHL  | 53                            | 27                            | 21                            | 4                             | 3,065                         | 149                           | —                             | 6                             | 2.92                          | —                             |                               |                               |                               |
| Total en la NHL  | Total en la NHL    | Total en la NHL  | 735                           | 389                           | 223                           | 82                            | 42,826                        | 1,572                         | 20,220                        | 81                            | 2.20                          | .922                          |                               |                               |                               |

† Nota: A partir de la temporada 2005-06 el empate fue sustituido por prórroga o lanzamientos de penaltis.

### Playoffs
J = Partidos Jugados; V = Victorias; D = Derrotas; E = Empates; Min = Minutos; Gol = Goles encajados; Parada = Paradas realizadas; Imb = Partidos imbatido; GAA = Porcentaje de goles en contra; SV% = Porcentaje de paradas
| Temporada          | Equipo             | Liga               | J   | V  | D  | Min.  | Gol | Parada | Imb. | GAA  | SV%  |
| ------------------ | ------------------ | ------------------ | --- | -- | -- | ----- | --- | ------ | ---- | ---- | ---- |
| 1990–91            | Chicago Blackhawks | NHL                | 3   | 0  | 0  | 69    | 3   | 39     | 0    | 2.60 | .923 |
| 1990–91            | Indianapolis Ice   | IHL                | 1   | 1  | 0  | 60    | 3   | —      | —    | 3.00 | —    |
| 1991–92            | Chicago Blackhawks | NHL                | 3   | 0  | 2  | 158   | 8   | 70     | 0    | 3.03 | .886 |
| 1992–93            | Buffalo Sabres     | NHL                | 1   | 1  | 0  | 45    | 1   | 24     | 0    | 1.33 | .958 |
| 1993–94            | Buffalo Sabres     | NHL                | 7   | 3  | 4  | 384   | 13  | 261    | 2    | 1.61 | .950 |
| 1994–95            | Buffalo Sabres     | NHL                | 5   | 1  | 4  | 309   | 18  | 131    | 0    | 3.49 | .863 |
| 1996–97            | Buffalo Sabres     | NHL                | 3   | 1  | 1  | 153   | 5   | 68     | 0    | 1.96 | .926 |
| 1997–98            | Buffalo Sabres     | NHL                | 15  | 10 | 5  | 948   | 32  | 514    | 1    | 2.02 | .938 |
| 1998–99            | Buffalo Sabres     | NHL                | 19  | 13 | 6  | 1,217 | 36  | 587    | 2    | 1.77 | .939 |
| 1999–2000          | Buffalo Sabres     | NHL                | 5   | 1  | 4  | 301   | 12  | 147    | 0    | 2.39 | .918 |
| 2000–01            | Buffalo Sabres     | NHL                | 13  | 7  | 6  | 833   | 29  | 347    | 1    | 2.08 | .916 |
| 2001–02            | Detroit Red Wings  | NHL                | 23  | 16 | 7  | 1,455 | 45  | 562    | 6    | 1.85 | .920 |
| 2006–07            | Detroit Red Wings  | NHL                | 18  | 10 | 8  | 1,139 | 34  | 444    | 2    | 1.79 | .923 |
| 2007–08            | Detroit Red Wings  | NHL                | 4   | 2  | 2  | 202   | 10  | 89     | 0    | 2.91 | .888 |
| NHL Playoff Totals | NHL Playoff Totals | NHL Playoff Totals | 119 | 65 | 49 | 7,316 | 246 | 3,283  | 14   | 2.02 | .925 |

## Palmarés

### NHL
| Premio                     | Año en que fue premiado            |
| -------------------------- | ---------------------------------- |
| Stanley Cup                | 2002, 2008                         |
| Hart Memorial Trophy       | 1997, 1998                         |
| Lester B. Pearson Award    | 1997, 1998                         |
| Vezina Trophy              | 1994, 1995, 1997, 1998, 1999, 2001 |
| William M. Jennings Trophy | 1994, 2001, 2008                   |